# Johan Groote
Johan Groote (6 mei 1956) is een Nederlandse voetbaltrainer en voormalig betaald voetbalspeler.
Groote speelde als voetballer voor Cambuur Leeuwarden, later werd hij hier trainer van het belofte elftal, assistent- (2001-2002) en interim-trainer (2002-2003) van het eerste team en hoofd scouting. Als hoofdtrainer was hij werkzaam bij de amateurverenigingen Bergum, Leeuwarden en FC Wolvega. In het seizoen 2004-2005 trainde hij het C-team van FC Zwolle. Vanaf 2007 was hij drie seizoen werkzaam bij Leeuwarder Zwaluwen. In maart 2012 keerde hij terug bij de Zwaluwen, waar hij de ontslagen Marcel Valk op volgde. Daarnaast is Groote sinds 2010 werkzaam als hoofdtrainer bij Sneek Wit Zwart.